# Silver Beach Park
Silver Beach Park är en park i Kanada.   Den ligger i provinsen British Columbia, i den centrala delen av landet, 3 200 km väster om huvudstaden Ottawa. Silver Beach Park ligger 354 meter över havet.
Terrängen runt Silver Beach Park är bergig åt sydost, men åt nordväst är den kuperad. Silver Beach Park ligger nere i en dal.Runt Silver Beach Park är det mycket glesbefolkat, med 2 invånare per kvadratkilometer.. 
I omgivningarna runt Silver Beach Park växer i huvudsak barrskog.